# Big Bend Coast
Pour les articles homonymes, voir Big Bend.

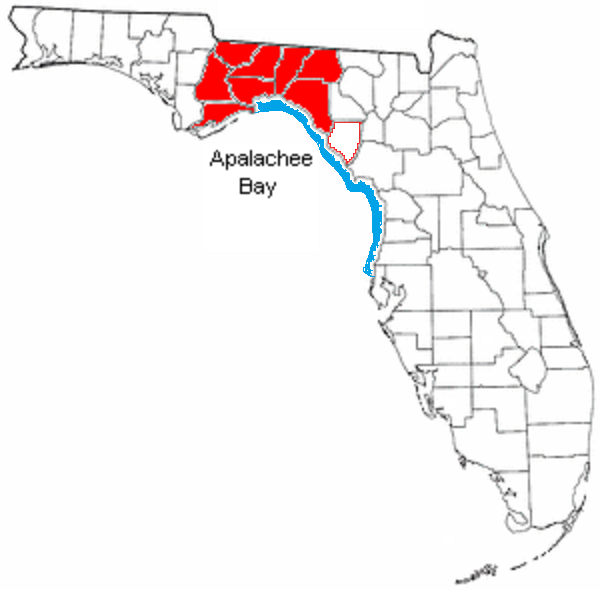
Cette carte de Floride montre la région de Big Bend en rouge, et la Big Bend Coast en bleu.

La Big Bend Coast est une zone côtière de Floride aux États-Unis – à ne pas confondre avec la région de Big Bend, dont la côte chevauche partiellement la Big Bend Coast.

## Situation
La Big Bend Coast est située sur la côte nord-ouest de la péninsule de Floride. Elle se confond plus ou moins avec la Nature Coast et s'étend depuis la baie Apalachee au nord
jusqu'à la baie de Tampa au sud,,
mais ses délimitations exactes varient selon les auteurs ou les contextes.
Au nord, tous s'accordent pour la faire commencer dans la partie nord de la baie Apalachee ; mais selon certains elle commence à l'embouchure de l'Ochlockonee, et selon d'autres à l'embouchure du Saint-Marks. 

Au sud, elle va jusqu'à l'embouchure de l'Anclote (en) pour certains, ou jusqu'à Anclote Key (juste au large de cette embouchure) pour d'autres.

Elle est parfois divisée en deux parties : le Big Bend au sens étroit du terme, de l'Ochlockonee à la Withlacoochee ; et la Springs Coast, de la Withlacoochee à l'Anclote.
La partie nord de la côte, la Big Bend au sens étroit du terme, est parfois divisée en quatre zones dans le cadre d'études et/ou de discussions : la baie Apalachee, Deadman's Bay (centrée sur l'embouchure du Steinhatchee (en)), Suwannee Sound (centré sur l'embouchure de la Suwannee), et la baie Wacasassa.
De plus, la Big Bend Coast est parfois incluse dans la Wilderness Coast qui couvre la côte à l'ouest de la baie Apalachee Bay au cap San Blas.

### Comtés concernés
La Big Bend au sens étroit du terme inclut les côtes des comtés de Wakulla, Jefferson, Taylor, Dixie et Levy.
La Springs Coast inclut les côtes des comtés de Citrus, Hernando et Pasco.
La baie de Tampa est partagée entre les comtés de Pinellas à l'ouest et de Hillsborough à l'est ; elle est parfois incluse dans la Big Bend Coast

## Description
Cette côte a une géologie karstique,,. 
Il y a des îles barrières à l'ouest de l'Ochlockonee, et au sud à partir d'Anclote Key, mais aucune entre ces deux endroits. On peut donc définir la Big Bend Coast comme la zone côtière du golfe du Mexique non protégée par une barrière d'îles. Cela représente entre 250 et 300 km de côtes.[réf. nécessaire]
Le fleuve Aucilla se jette dans le golfe dans la partie nord de la Big Bend Coast, à peu près au centre de la côte de la région de Big Bend.